# Sabellaria clava
Sabellaria clava är en ringmaskart som beskrevs av Kirtley 1994. Sabellaria clava ingår i släktet Sabellaria och familjen Sabellariidae. Inga underarter finns listade i Catalogue of Life.